# 이근표
이근표 (1992년 2월 6일 ~ )는 대한민국의 축구 선수로서 포지션은 골키퍼이다.

## 수상

### 개인
- 문화체육장관기 GK상: 2008
- 백록기 GK상: 2009
- 대교 강원리그 GK상: 2009